# Zakazane uczucia
Zakazane uczucia (hiszp. Sentimientos ajenos) – meksykańska telenowela wyprodukowana przez Televisę w latach 1996-1997. Adaptacja radionoweli Dos mujeres y un hombre napisanej przez Arturo Moya Grau. W rolach głównych Yolanda Andrade i Carlos Ponce. W roli głównej antagonistki Chantal Andere.

## Wersja polska
W Polsce telenowela była emitowana po raz pierwszy w telewizji TVN od 19 grudnia 2000 r. do 15 marca 2001. Z początku serial emitowano o godzinie 11.30, następnie zmieniono jego emisję na godzinę 06.00. W ramówce TVN telenowelę zastąpił serial Kamila.

## Obsada
- Yolanda Andrade jako Sofía de la Huerta Herrera
(wszystkie 100 odcinków)[4]
- Chantal Andere jako Leonor de la Huerta Herrera (100)
- Carlos Ponce jako Renato Aramendia (100)
- Olivia Bucio jako Eva Barrientos (100)
- Arsenio Campos jako Joaquín (100)
- Mario Cimarro jako Ramiro (100)
- Lourdes Deschamps jako Raquel (3)
- Isaura Espinoza jako Aurora Mendiola (3)
- Ernesto Godoy jako Gerardo Barrientos (3)
- Carmelita González jako Inés (3)
- Susana González jako Norma (3)
- Aarón Hernán jako Andrés Barrientos (3)
- Gloria Izaguirre jako Lucha (3)
- Manuel Landeta jako Miguel Ángel (3)
- Ana Bertha Lepe jako Teresa (3)
- Adalberto Martínez jako Pedro (3)
- Orlando Miguel jako Darío Mendiola (3)
- Marcela Matos jako Malena (3)
- Edith Márquez jako Marcela (3)
- Javier Ortiz jako Humberto (3)
- Katia del Río jako Delia (3)
- Héctor Sáez jako Fernando (3)
- Edi Xol jako Felipe Bonilla (3)
- Gabriela Arroyo jako Judith (3)
- José Elías Moreno jako José María de la Huerta (3)
- Antonio Miguel jako Padre Efraín (3)
- Dina de Marco jako Donata (3)
- Dolores Beristáin jako Graciela (3)
- José Viller jako Ernesto (3)
- Marisol del Olmo jako Lupita (3)
- Eduardo Lugo jako Don Jesús (3)
- Alejandra Jurado jako Amalia (3)
- Manuel Cepeda (3)
- Susana Contreras (3)
- Fernanda Franco (3)
- Rubén Gondray (3)
- Tomás Leal (3)
- José Luis Llamas (3)
- Sergio Márquez (3)
- Gustavo Negrete jako Enrike Palpa (3)
- Enrike Palma (3)
- Héctor Rubio (3)

## Nagrody i nominacje

### Premios TVyNovelas 1997
| Kategoria                   | Osoby               | Wynik     |
| --------------------------- | ------------------- | --------- |
| Najlepsza telenowela        | José Alberto Castro | Nominacja |
| Najlepsza złoczyńczyni      | Chantal Andere      | Wygrana   |
| Najlepsze męskie objawienie | Carlos Ponce        | Wygrana   |